# Harriet Lerner
Harriet Goldhor Lerner  (n. 30 noiembrie 1944) este un psiholog, psihoterapeut și feminist american.

## Viață
Harriet Goldhor Lerner a crescut ca a doua fiică a lui Archie și Rose Goldhor, ambii imigranți evrei-ruși, în Brooklyn.  Și-a luat doctoratul în psihologie clinică la City University din New York în 1972 și apoi a absolvit o pregătire postuniversitară de doi ani în terapia familială la Fundația Menninger din Topeka. A publicat articole științifice și douăsprezece cărți psihologice pentru un public general, în care combină terapia de familie cu abordările feministe. Cartea ei din 1985 The Dance of Anger a fost un bestseller.   Este căsătorită și are doi fii, dintre care cel mai mic este scriitorul Ben Lerner. 

## Scrieri (selecție)
Cărți
- Dance of Anger
- The dance of deception
- The dance of intimacy
- Women in therapy
- The mother dance
- Fear and other uninvited guests
- Mariage rules

## Traduceri în limba română
- Dansul relațiilor, Editura Herald, 2018; ISBN: 5948417430100